# UE Sant Julià
UE Sant Julià is een Andorrese voetbalclub uit het dorp Sant Julià de Lòria.
De club werd in 1982 opgericht en sloot zich in 1994 aan bij de pas opgerichte Andorrese voetbalbond, het volgende jaar nam de club voor het eerst deel aan het landskampioenschap. UE is een van de vier clubs die tot dusver elk seizoen in de hoogste klasse speelde.
In 2005 werd de club voor het eerst landskampioen.

## Erelijst
- Primera Divisió

Winnaar (2): 2005, 2009
Tweede (9): 2001, 2002, 2004, 2006, 2008, 2011, 2014, 2017, 2019
- Segona Divisió

Winnaar (0):
- Andorrese voetbalbeker

Winnaar (5): 2008, 2010, 2011, 2014, 2015
Finalist (8): 1997, 2001, 2003, 2004, 2005, 2007, 2013, 2018
- Supercup

Winnaar (6): 2004, 2009, 2010, 2011, 2014, 2018

## Eindklasseringen vanaf 1996
| 8 |

| 7 |

| 9 |

| 6 |

| 5 |

| 2 |

| 2 |

| 3 |

| 2 |

| 1 |

| 2 |

| 3 |

| 2 |

| 1 |

| 3 |

| 2 |

| 4 |

| 4 |

| 2 |

| 4 |

| 3 |

| 2 |

| 3 |

| 2 |

| 4 |

| 2 |

| 3 |

| 8 |

| Primera Divisió | Segona Divisió |

## In Europa
UE Sant Julià speelt sinds 2001 in diverse Europese competities. Hieronder staan de competities en in welke seizoenen de club deelnam:
- Champions League (1x)

2009/10
- Europa League (7x)

2010/11, 2011/12, 2014/15, 2015/16, 2017/18, 2018/19, 2019/20
- Europa Conference League (1x)

2021/22
- UEFA Cup (2x)

2005/06, 2008/09
- Intertoto Cup (4x)

2001, 2002, 2006, 2007